# Georges Plantagenêt (duc de Bedford)
Pour les articles homonymes, voir Georges Plantagenêt.
Titre
Duc de Bedford
mars 1478 – av. 22 mars 1479
Georges Plantagenêt, né en mars 1477 et mort avant le 22 mars 1479, était le troisième fils d'Édouard IV d'Angleterre et de son épouse Élisabeth Woodville.
Il est créé duc de Bedford en 1478 après que le tenant du titre, George Neville, en soit dépossédé par manque d'argent pour mener le train de vie adéquat à celui d'un duc. Il est également nommé Lord lieutenant d'Irlande.
Georges mourut en 1479 à l'âge de deux ans lors d'une épidémie de peste bubonique. Il est enterré à la Chapelle Saint-Georges du château de Windsor.